# 中铁科学研究院
中铁科学研究院有限公司，隶属于中国铁路工程集团的上市公司中国中铁，2014年8月在成都由中铁西南院、中铁西北院重组成立。业务性质为勘察、设计、监理咨询。2017年，公司总资产15.89亿元，净资产7.36亿元，净利润0.42亿元。

## 外部連結
- 官方网站